# Adelfofagia
Adelfofagia (łac. adelphophagia) – rodzaj kanibalizmu, odżywianie się zarodkami lub osobnikami tego samego miotu lub innych miotów tego samego lub pokrewnego gatunku, zjadanie osobników młodszych przez starsze lub samca przez samicę w trakcie albo po kopulacji.
Zjawisko to występuje między innymi u niektórych płazów (aksolotl i płazy z rodziny salamandrowatych), zarodków ryb chrzęstnoszkieletowych i u niektórych stawonogów (gąsienice niektórych sówkowatych). Do adelofagii może dochodzić już w jajowodach ciężarnej samicy na skutek przetrzymywania larw przed urodzeniem w niesprzyjających warunkach (np. u salamandry plamistej).
Adelfofagia występuje u złotooka, u którego powstało nawet specjalne przystosowanie przeciwdziałające temu zjawisku i chroniące najmłodsze stadia. Złotooki składają swoje jaja (około 30 jaj w zniesieniu) na trzoneczkach mierzących 10-20 milimetrów. Dzięki temu jaja są bezpieczniejsze, natomiast larwy są odizolowane od siebie. Daje to większą szansę, że po zejściu na liść nie zetkną się ze sobą, lecz odejdą dalej, gdzie trafią na mszyce.